# Hexanchus vitulus
Hexanchus vitulus (englisch atlantic sixgill shark) ist eine bisher nur wenig erforschte Haiart aus der Ordnung der Hexanchiformes. Sie kommt im tropischen Westatlantik (Karibik, Golf von Mexiko) in Tiefen von 90 bis 350 Metern vor.

## Merkmale
Verglichen mit dem mehr als 5 Meter groß werdenden Stumpfnasen-Sechskiemerhai (Hexanchus griseus) ist Hexanchus vitulus eine kleine Haiart. Sie wird mit einer Länge von 1,4 bis 1,75 m geschlechtsreif und möglicherweise nicht länger als 1,8 m. Die Fische sind einfarbig grau gefärbt, ohne irgendwelche Zeichnungen oder Muster. Lediglich die Bauchseite ist etwas heller. Sie haben proportional größere Augen und eine längere Schnauze (bei Fischen der Abstand vom vorderen Augenrand bis zur Kopfspitze) als Hexanchus griseus. Der Abstand zwischen der Rücken- und Afterflossenbasis und der Schwanzflossenbasis ist ebenfalls proportional größer. Der distale Rand der Brustflossen ist bei Hexanchus vitulus konkav. Der untere Schwanzflossenlobus ist bei jungen Hexanchus vitulus mehr entwickelt als bei jungen Stumpfnasen-Sechskiemerhaien. Im Unterkiefer hat Hexanchus vitulus fünf Reihen großer trapezförmiger Zähne (sechs bei Hexanchus griseus).

## Systematik
Mit diesen Merkmalen ist Hexanchus vitulus kaum vom Großaugen-Sechskiemerhai (Hexanchus nakamurai) zu unterscheiden, mit dem die Art in der Vergangenheit synonymisiert wurde. Der Vergleich von 1310 Basenpaaren aus der Mitochondrialen DNA von Sechskiemerhaien aus dem tropischen Westatlantik und der von Großaugen-Sechskiemerhaien aus Pazifik (Japan) und dem Indischen Ozean (Reunion und Madagaskar) ergab jedoch eine genetische Distanz von 7,037 %. Da dies in etwa so groß ist wie die genetische Distanz zwischen dem Stumpfnasen-Sechskiemerhai und dem Großaugen-Sechskiemerhai (8,2 %) sowie zwischen der Gattung Hexanchus und ihrer Schwestergattung Heptranchias (8,308 %), wurde Hexanchus vitulus im Februar 2018 für die kleinen Sechskiemerhaie aus dem tropischen Westatlantik revalidiert.